# Basket 25 Bydgoszcz
KS Basket 25 Bydgoszcz – polska żeńska drużyna, funkcjonująca przy klubie sportowym KS "Basket 25" z siedzibą w Bydgoszczy, założony w 1994, występujący w PLKK.

## Skład w sezonie 2017/2018
Stan na 30 stycznia 2018, na podstawie.
| Nr | Poz. | Nar.              | Nazwisko i imię             | Data urodzenia | Wzrost | Masa ciała |
| -- | ---- | ----------------- | --------------------------- | -------------- | ------ | ---------- |
| 00 | G    | Stany Zjednoczone | O'Neill, Jennifer           | 1990-04-19     | 165 cm |            |
| 5  | C    | Polska            | Kocaj, Katarzyna            | 1998-03-05     | 188 cm |            |
| 7  | SF   | Polska            | Szott-Hejmej, Agnieszka     | 1982-03-23     | 186 cm |            |
| 8  | SG   | Polska            | Międzik, Elżbieta           | 1983-06-05     | 180 cm |            |
| 10 | C    | Serbia            | Stanković, Dragana          | 1995-01-18     | 195 cm |            |
| 11 | C    | Stany Zjednoczone | Stallworth, Denesha         | 1992-05-05     | 191 cm |            |
| 12 | SF   | Polska            | Adamowicz, Julia            | 1994-06-15     | 179 cm |            |
| 13 | PG   | Polska            | McBride, Julie              | 1982-09-24     | 163 cm |            |
| 14 | C/F  | Polska            | Poboży, Karolina            | 1996-06-25     | 188 cm |            |
| 21 | SG   | Polska            | Niedziółka, Paulina         | 1997-10-02     | 173 cm |            |
| 24 | SF   | Polska            | Kuczyńska, Paulina          | 1997-04-24     | 177 cm |            |
| 25 | G    | Polska            | Bujniak, Sylwia             | 1996-02-06     | 174 cm |            |
| 63 | PF   | Polska            | Żurowska-Cegielska, Justyna | 1985-03-08     | 188 cm |            |

Trener:  Tomasz Herkt
 Asystenci: Piotr Kulpeksza

## Sukcesy
- Puchar Polski: 2018
- Wicemistrzostwo Polski (4x): 2014/2015, 2015/2016, 2017/2018, 2019/2020
- Trzecie miejsce (Mistrzostwa Polski) (3x): 2012/13, 2013/14 2020/21

## Zawodniczki

### Zagraniczne
(stan na 2 września 2020 – do uzupełnienia)

- Jasmine Young (2009/2010)
- Noteshia Womack (2009)
- Melanie Thomas (2009/2010)
- Marita Payne (2009/2010)
- Ryan Coleman (2009)
- Angela Tisdale (2010/2011)
- Stephanie Raymond (2010/2011) ¹
- Tierney Meg (2010)
- Lori Crisman (2009–2011)
- Renee Taylor (2011/2012)
- Djenebou Sissoko (2011/2012)
- Lauren Jimenez (2011/2012)
- Melissa D'Amico (2011)
- Charity Szczechowiak (2012/2013) /
- Kristen Morris (2010/2011, 2012/2013)
- Leah Metcalf (2013/2014)
- Jessica Lawson (2013/2014)
- Cathrine Kraayeveld (2013/2014) ¹
- Amisha Carter (2013–2015) ¹
- Markeisha Gatling (2014/2015) ¹
- Noelle Quinn (2015) /¹
- Julie McBride (2012/2013, 2014/2015, od 2020) /¹
- Chineze Nwagbo (2014/2015) /
- Darxia Morris (2014/2015) ¹
- Monet Tellier (2014)
- Maurita Reid (2015–2017) /
- Erin Rooney (2015/2016) /
- Anne Armstrong (2016) ¹
- Kateřina Zohnová (2016)
- Denesha Stallworth (2016–2018)
- Bernice Mosby (2016/2017) ¹
- Jennifer O’Neill (2017/2018, od 2019) /¹
- Dragana Stanković (2017–2019)
- Monica Engelman (2018)
- Ziomara Morrison (2018/2019) ¹
- Tamara Radočaj (2018/2019)
- Alexis Hornbuckle (2019) ¹
- Brianna Kiesel (2019/2020) ¹
- Kateryna Rymarenko (2019/2020)
- Shante Evans (2019/2020)
- Laura Svarytė (2019/2020)
- Lauren Ervin (od 2020)
- Janeesa Jeffery (od 2020)

¹ – zawodniczki z wcześniejszym doświadczeniem w WNBA